# Mufa światłowodowa

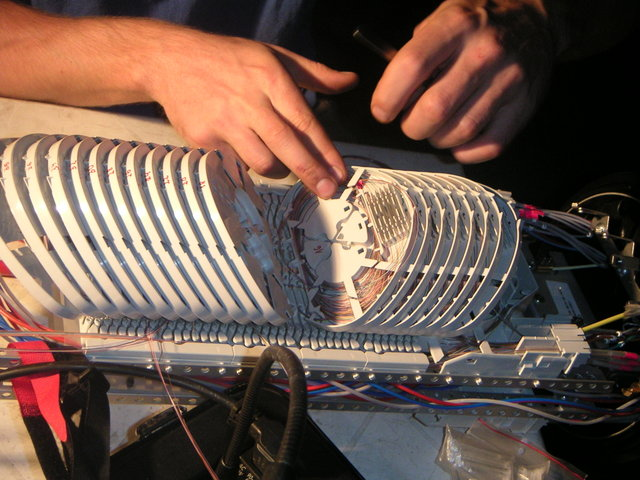
Wnętrze mufy światłowodowej. Widoczne kasety magazynujące włókna światłowodowe i na kasetach magazynki osłonek spawów światłowodowych.

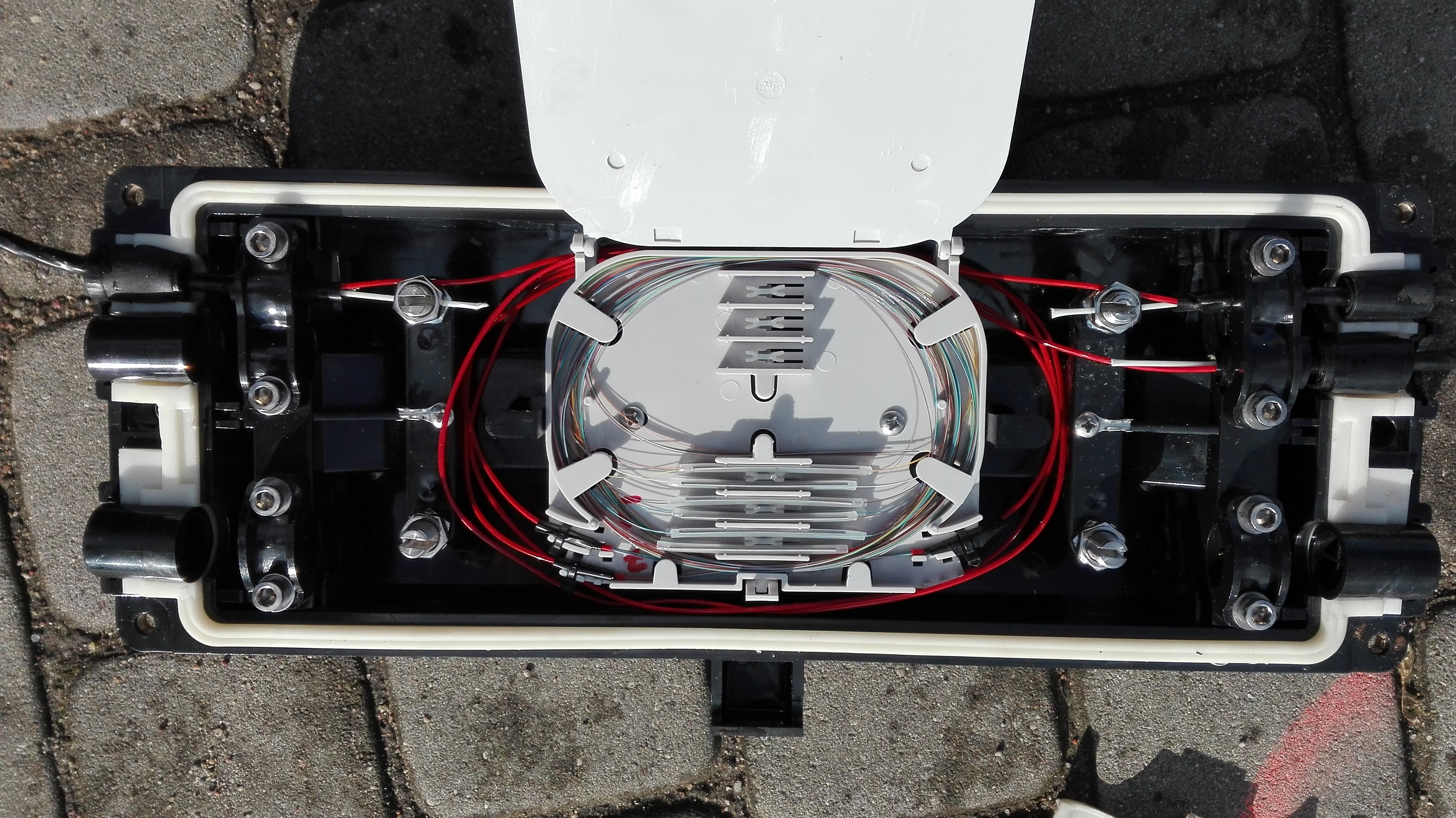
Mała mufa światłowodowa max. 48 spawów (wykonane 12 spawów).

Mufa światłowodowa – to kompletny zestaw osprzętu do trwałego połączenia metodą spawania włókien (patrz: Spawarka światłowodowa) dwóch (lub większej liczby) odcinków instalacyjnych kabli światłowodowych.